# 265 Anna
A 265 Anna a Naprendszer kisbolygóövében található aszteroida. Johann Palisa fedezte fel 1887. február 25-én.